# Kingani (Schiff)
Die Kingani war ein dampfgetriebenes kleines Küstenschiff in der Kolonie Deutsch-Ostafrika, benannt nach dem Fluss Kingani in Deutsch-Ostafrika.

## Geschichte
Da eine Kontrolle der Küstengewässer von Deutsch-Ostafrika durch Segelfahrzeuge nicht möglich war, bestellte 1893 die Kolonialabteilung des Auswärtigen Amtes bei der Werft Josef Meyer in Papenburg zwei dampfkesselbetriebene Zollkreuzer für die Kolonie. Mit den Baunummern 91 und 92 wurden die beiden Schiffe 1894 fertiggestellt und auf die Namen Wami und Kingani getauft.
Nach ihrer Überführung nach Ostafrika nahmen sie den Patrouillendienst auf. Aber auch Post- und Personenbeförderung gehörte zu ihren Aufgaben. So wurden Passagiere, zumeist Beamte und Angestellte, und Post von und nach Sansibar befördert. Die Kingani konnte bis zu 30 Personen und Lasten transportieren. Als im August 1905 der Maji-Maji-Aufstand begann, wurden auch die beiden Zollkreuzer eingesetzt.
Nach Beginn des Ersten Weltkriegs im August 1914 wurden die beiden Schiffe von der Kaiserlichen Marine übernommen. Die Kingani wurde in Daressalam auseinandergenommen und auf die Mittellandbahn verladen, auf der sie nach Kigoma am Tanganjikasee gefahren wurde. In Kigoma wurde das Schiff wieder aufgebaut, mit einer Kanone ausgerüstet und am 10. November 1914 erneut in Dienst gestellt. Das Schiff wurde sodann für Aufklärungs- und Versorgungsfahrten auf dem zweitgrößten See Afrikas eingesetzt. Dabei kam es immer wieder zu Kampfhandlungen mit belgischen und britischen Einheiten.
Im November 1914 griff die Kingani zusammen mit der Hedwig von Wissmann erfolgreich Kasakalawe in Nordrhodesien an. Ziel des Unternehmens war die Erbeutung von so viel Telegraphenmaterial wie möglich für die Verwendung in Deutsch-Ostafrika. Das Material lag dort für den Bau der britischen transkontinentalen Telegraphenlinie Kapstadt–Kairo. Bei dem Angriff auf Kasakalawe wurden auch der seit 1903 nach einer Havarie dort an Strand gezogene englische Dampfer Cecil Rhodes und der kleine englische Dampfer Good News von Kingani-Größe vernichtet.
Am 26. Dezember 1915 geriet die Kingani ins Gefecht mit den britischen Kanonenbooten Mimi und Toutou. Als nach mehreren Treffern das Schiff zu sinken begann, ergab sich die Besatzung und das Schiff wurde britische Beute.

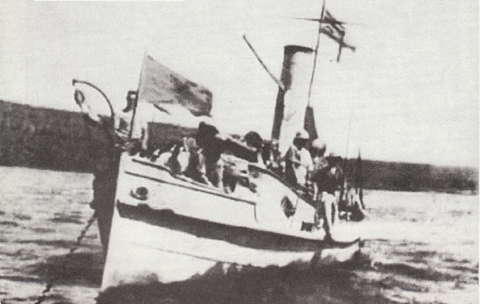
Die Fifi vor Anker im Tanganjikasee

Nach der Reparatur wurde die Kingani Anfang 1916 von den Engländern in Dienst gestellt. Im britischen Dienst in Fifi umbenannt, wurde sie ein Schiff der Royal Navy. Die Fifi wurde nach dem Ersten Weltkrieg Regierungsdampfer und für die Beförderung von Passagieren über den Tanganjikasee eingesetzt, bis sie als nicht mehr seetüchtig im Jahre 1924 versenkt wurde. Nach anderen Angaben war das Schiff um 1930 noch in Fahrt.

## Sonstiges
Der Einsatz der Kingani auf dem Tanganjikasee bildet einen Hintergrund des Romans Eine Frage der Zeit von Alex Capus.